# 理查德·查尔斯沃思
理查德·查尔斯沃思（英語：Richard Charlesworth，1952年2月6日—），澳大利亚男子曲棍球运动员。他曾代表澳大利亚参加1972年、1976年、1984年和1988年夏季奥林匹克运动会曲棍球比赛，其中1976年奥运会获得一枚银牌。